# Seattle Thunderbirds
Seattle Thunderbirds är ett amerikanskt proffsjuniorishockeylag som är baserat i Kent, Washington och har spelat i den nordamerikanska proffsjuniorligan Western Hockey League (WHL) sedan 1977, när laget bildades som Seattle Breakers. Thunderbirds har dock sitt ursprung från Vancouver Nats som anslöt sig till Western Canadian Hockey League (WCHL) redan 1971. Två år senare valde man omlokalisera Nats från Vancouver, British Columbia till Kamloops i samma provins, för att vara Kamloops Chiefs. 1977 beslöt man igen att omlokalisera laget och den här gången till den amerikanska staden Seattle i delstaten Washington, för att bilda Seattle Breakers. Laget fick sitt nuvarande namn 1985. De spelar sina hemmamatcher i Showare Arena, som har en publikkapacitet på 6 500 åskådare. De har varken vunnit Memorial Cup eller WHL sen laget bildades 1977.
Thunderbirds har fostrat spelare som bland andra Glenn Anderson, Rick Berry, Shawn Chambers, Ben Clymer, Ken Daneyko, Brenden Dillon, Steve Dykstra, Brent Fedyk,  Wade Flaherty, Chris Herperger, Thomas Hickey, Jan Hrdina, Tim Hunter, Jamie Huscroft, Chris Joseph, Alan Kerr, Jon Klemm, Rob Klinkhammer, John Kordic, Brooks Laich, Doug Lidster, Jamie Lundmark, Patrick Marleau, Tomáš Mojžíš, Petr Nedvěd, Chris Osgood, Mark Parrish, Deron Quint, Oleg Saprykin, Cory Sarich, Corey Schwab, Brent Severyn, Turner Stevenson, Nate Thompson, Ryan Walter, Chris Wells  och Brendan Witt som alla tillhör eller tillhörde olika medlemsorganisationer i den nordamerikanska proffsligan National Hockey League (NHL).